# Kermit (Texas)
Kermit település az Amerikai Egyesült Államok Texas államában, Winkler megyében, melynek megyeszékhelye is. Lakosainak száma 6267 fő (2020. április 1.).

## Népesség
A település népességének változása:

| 2010 | 5 708 |
| 2020 | 6 267 |